# Johann Adam Berner

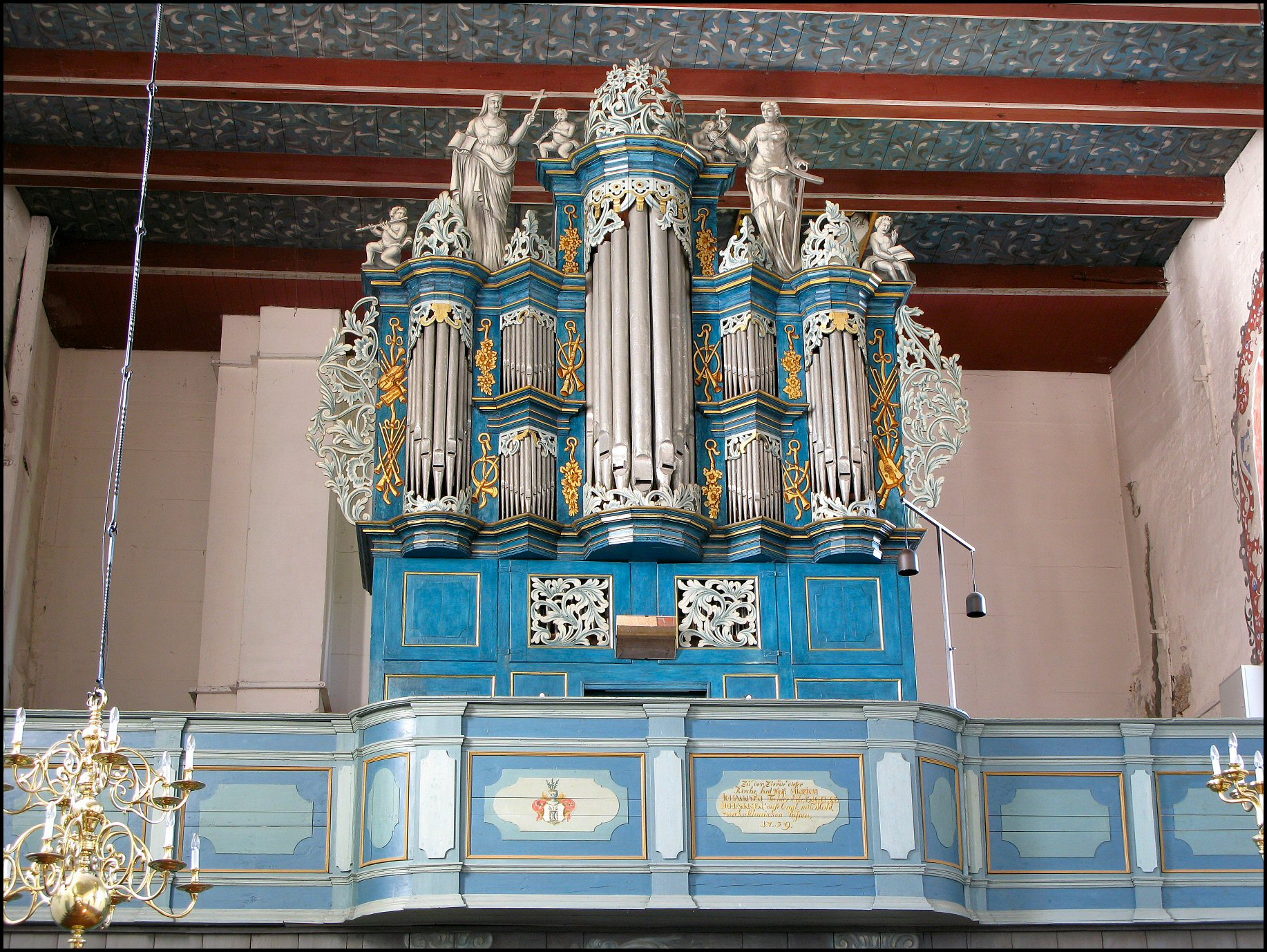
Orgel in Sillenstede

Johann Adam Berner (getauft am 3. März 1723 in Osnabrück; † 18. Mai 1768 in Jever) war ein Orgelbauer des Spätbarock.

## Leben
Johann Adam Berner der Jüngere entstammte einer bekannten Orgelbaufamilie aus Osnabrück. Der gleichnamige Vater (1693 – ca. 1735) erlernte anscheinend in Norddeutschland und Westfalen den Orgelbau. Er ist als Mitarbeiter in Minden nachweisbar und schuf bedeutende Orgelneubauten in der Münsterkirche St. Bonifatius Hameln (1730) und in der Stiftskirche Fischbeck (1734–1736). In seiner Osnabrücker Orgelbauwerkstatt erlernte der junge Berner sein Handwerk. Als dieser den Auftrag für einen großen Neubau in der Stadtkirche Jever erhielt, zog er mit seiner Werkstatt dorthin. In Asel heiratete Berner am 24. September 1754 die Stieftochter Elisabeth des ostfriesischen Orgelbauers Johann Friedrich Constabel. Elisabeth stammte aus der ersten Ehe von Constabels Frau Anke Jürgens. Ständig kam es zu Beschwerden über nicht abgeschlossene Bauprojekte, die bis zu Rechtsstreiten führten. Als Berner seinen Schwiegervater in der Lambertikirche Aurich (1755–1760) aus Zeitmangel nicht ausreichend unterstützen konnte, schickte er seinen Bruder Ernst. Dies alles lässt den Schluss zu, dass Berner in seinen Planungen zu ehrgeizig war. Trotz der Mithilfe durch seinen Gesellen Johann Caspar Struve war Constabel in Aurich offensichtlich überfordert und hätte das Projekt ohne Berner nicht erfolgreich abschließen können. Mit 45 Jahren starb Berner 1768 an Fleckfieber.

## Werk
Das erste eigene und gleichzeitig das größte Neubauprojekt von Johann Adam Berner d. J. war eine große dreimanualige Orgel in Jever. Sie wurde 1750–1756 gebaut, fiel aber 1959 mitsamt der Kirche einem Brand zum Opfer. 1752 schloss Berner mit der Kirchengemeinde in Sillenstede einen Vertrag über einen Neubau. Dieser zog sich zwar bis 1757 hin, wurde schließlich aber zur Zufriedenheit aller ausgeführt. Das Instrument verfügte über neun Register im Hauptwerk, fünf Register im Brustwerk und ein angehängtes Pedal. Nach Umbauten im 19. Jh. ergänzte die Firma Alfred Führer 1934–1936 ein selbstständiges Pedal und machte einige dieser Umbaumaßnahmen (allerdings teils im Sinne des Neobarock) wieder rückgängig. Eine grundlegende Renovierung (1993–1994) durch dieselbe Firma stellte die ursprüngliche Klangpracht weitgehend wieder her. Elf Register sind noch original erhalten. 1757 ist eine Reparatur der Orgel in Weene bezeugt. 1758–1759 führte Berner in Pogum einen weiteren Neubau (ohne Pedal) durch. Von den sechs Registern sind noch drei alte erhalten. Die drohende Abgabe der zinnhaltigen Prospektpfeifen im Jahr 1917 konnte dadurch abgewendet werden, dass man stattdessen die Trompetenbecher ablieferte. Etwa 1761 führte Berner zusammen mit seinem Schwiegervater einen Umbau der Orgel in Osteel durch. Die Erweiterung des Klaviaturumfangs des Renaissance-Instruments von FGA–g2a2 auf CD–c3 zog eine Erneuerung der Windlade und der Traktur nach sich. Auch einzelne Register wurden unter Verwendung alten Materials von Berner geschickt überarbeitet. Im selben 1761 Jahr ist auch eine Renovierung der Orgel in Marienhafe durch Berner belegt. Bei seinen erhaltenen Orgeln zeugen schon in optischer Hinsicht die Aufteilung der Prospektfelder, das prächtige Schnitzwerk und die Art der Profilkränze von Berners westfälischer Prägung, die sich an Christian Klausing anlehnt und sich auch bei Hinrich Just Müller widerspiegelt.

## Werkliste
| Jahr    | Ort         | Kirche             | Bild | Manuale | Register | Bemerkungen                                                     |
| ------- | ----------- | ------------------ | ---- | ------- | -------- | --------------------------------------------------------------- |
| 1750–56 | Jever       | Stadtkirche        |      | III/P   | 42       | Neubau; 1959 verbrannt                                          |
| 1752–57 | Sillenstede | St.-Florian-Kirche |      | II/p    | 14       | 1936 auf II/P/21 erweitert; 11 originale Register sind erhalten |
| 1757    | Weene       | Nikolaikirche      |      | I/p     | 11       | Reparatur der Orgel von Valentin Ulrich Grotian                 |
| 1758–59 | Pogum       | Pogumer Kirche     |      | I       | 6        | Neubau; Gehäuse und drei originale Register erhalten            |
| um 1761 | Osteel      | Warnfried-Kirche   |      | II/p    | 13       | Umbau der → Orgel von Edo Evers (1619)                          |
| 1761    | Marienhafe  | Marienkirche       |      | II/p    | 20       | Renovierung der → Orgel von Gerhard von Holy (1713)             |

## Tonträger
- Johann Adam – Berner Orgel 1757. MIA. 2007. EAN 4260138850076. (Florian Wilkes: Werke von J.S. Bach und J.P. Sweelinck).
- Orgelporträt Johann-Adam-Berner-Orgel Sillenstede. (Ingrid Sturm)